# Superklaus
Superklaus (originalment titulada 4 Days Before Christmas) és una pel·lícula animada canadenca-espanyola de comèdia, aventures i fantasia de 2024, dirigida per Steven Majaury, codirigida per Andrea Sebastiá, i escrita per Phillipe Ivanusic-Vallée i Sylvie Bélanger basant-se en una idea original de François Trudel. És protagonitzada per les veus de Harland Williams, Millie Davis, Paul Van Dyck i Colm Feore. Es va estrenar en el Festival de Sitges el 6 d'octubre de 2024, i té previst la seva estrena a Espanya per al 5 de desembre de 2024, amb distribució de Filmax.

## Trama
Després d'un fort cop al cap, Santa Claus (veu de Harland Williams) es desperta creient que és Superklaus, el superheroi d'una popular saga de pel·lícules. Això deslliga el caos en el Pol Nord i Frank Fafnir (veu de Colm Feore), un avariciós fabricador de joguines, aprofita la situació per a prendre el control del taller de Santa. Només Billie (veu de Millie Davis), una nena astuta i valenta, el seu robot C.A.R.L. i el elfo Leo (veu de Paul Van Dyck) podran desbaratar els seus malvats plans i salvar Nadal abans que sigui massa tarda.

## Repartiment
- Harland Williams com Santa Claus/Superklaus
- Millie Davis com Billie
- Paul Van Dyck com Leo
- Colm Feore com Frank Fafnir
- Lucinda Davis com la mare de Billie
- Daniel-Antonio Hidalgo com el pare de Billie
- Tallula Dinsmoore com Alicia

## Producció
Al novembre de 2022, les productores espanyoles 3Doubles Producciones y Capitán Araña, i la productora canadenca Groupe PVP, anunciaren per primera vegada la pel·lícula d’animació  4 Days Before Christmas. Originalment, PVP Media va començar a desenvolupar el projecte com una minisèrie de quatre capítols, però quan els productors espanyols van suggerir reconvertir-la en una pel·lícula, l'estudi va acceptar. Al juny de 2023, es va anunciar que el títol de la pel·lícula havia estat canviat de 4 Days Before Christmas a Superklaus. El pressupost de la pel·lícula és de 4.5 milions d'euros, amb 2 milions dels productors canadencs i 2.5 milions dels productors espanyols, incloent-hi un milió d'euros procedents de les ajudes generals de l'ICAA.

## Llançament i màrqueting
Al març de 2023, quan la pel·lícula encara es deia 4 Days Before Christmas, es va anunciar que a Espanya la pel·lícula seria estrenada per Filmax el 15 de desembre de 2023; tanmateix, al desembre de 2023 es va anunciar que la pel·lícula havia estat endarrerida fins a Nadal de 2024, davant la necessitat de depurar algunes escenes i l'objectiu de tancar més vendes internacionals. Al setembre de 2024, es va anunciar que Superklaus tindria la seva estrena mundial en el Festival de Cinema de Sitges el 6 d'octubre de 2024.  A l'octubre de 2024, Filmax va llançar el tràiler de la pel·lícula i va programar la seva estrena final en cinemes per al 5 de desembre de 2024.